# Henry Kelsey

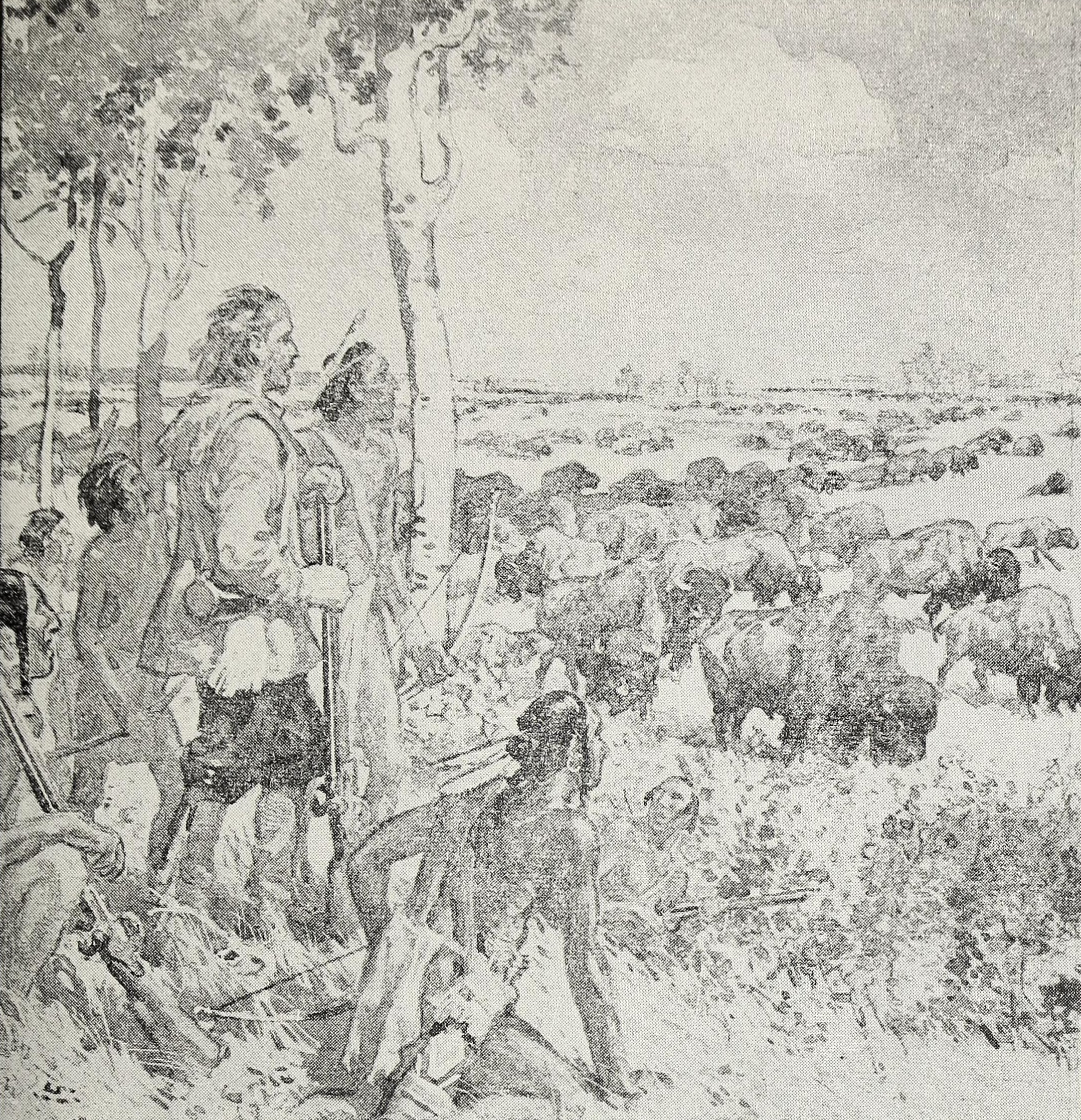
Henry Kelseys möte med prärien och buffeln.

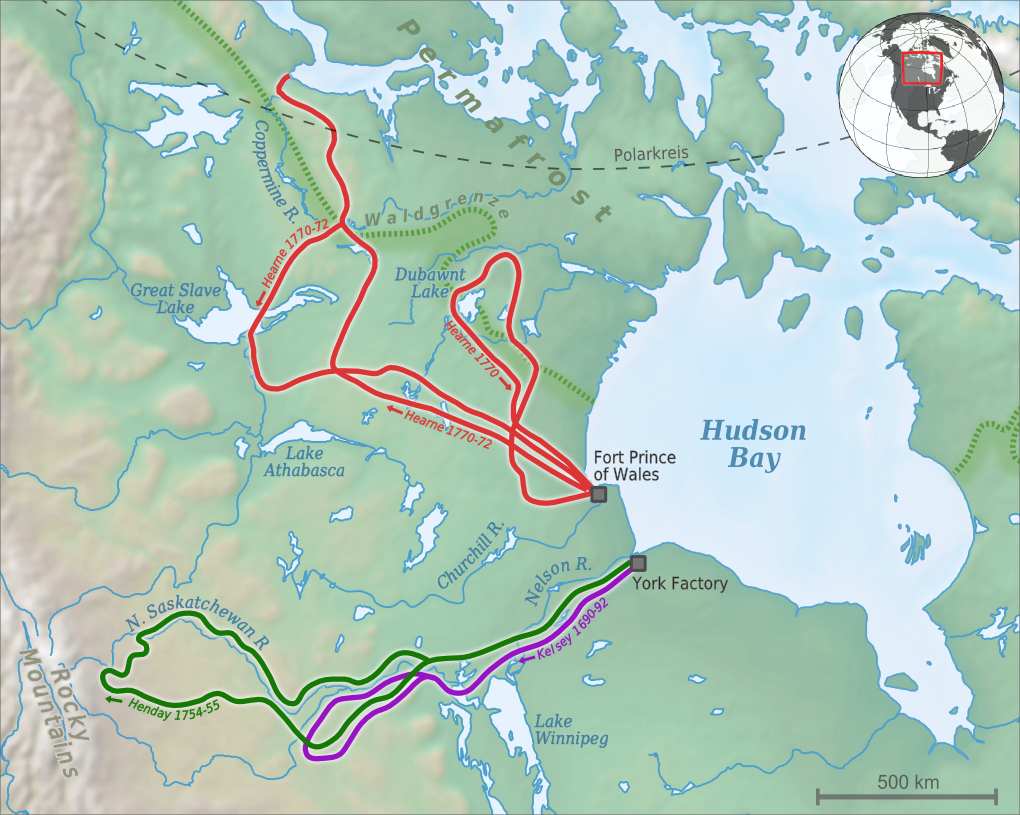
Kelseys upptäcktsresa till prärien 1690-1692 visas i violett.

Henry Kelsey, född omkring 1667, död 1724 i Greenwich, var en engelsk pälshandlare, upptäcktsresande och sjöfarare i Hudson Bay-kompaniets tjänst. Han blev kompaniets guvernör i Hudson Bay, men är mest känd för den upptäcktsresa som han 1690-92 genomförde till den kanadensiska prärien. Han var den förste europé som norrifrån nådde prärien och fick kontakt med prärieindianerna. Mycket lite är känt om hans privatliv. Han ägde det hus på Church Street, Greenwich, där han dog. Han var sedan 1698 gift med Elizabeth Dix från Greenwich. De hade tre barn, Elizabeth, Mary och John.

## Första anställning
Kelsey ingick 1684 ett fyraårigt lärlingskontrakt med Hudson Bay-kompaniet och avseglade samma år till Hudson Bay där han tjänstgjorde vid York Factory, som då var beläget vid Nelsonflodens mynning. Sommaren 1689 deltog han i den expedition som anlade Fort Churchill. Expeditionens fartyg, Hopewell, hade till uppdrag att fortsätta norrut efter kusten för att ta kontakt med chipewyer och inuiter för att förmå dem att komma till det nya faktoriet. Då Hopewell fastnade i isen, anmälde sig Kelsey som frivillig för att tillsammans med en ung cree ta sig fram till fots. De vandrade ungefär 20 mil norrut nära kusten, men fick inte kontakt med indianerna. De återvände då till fots hela vägen till Churchillfloden, en sträcka på ungefär 40 mil.

## Upptäcktsresan till prärien
Sommaren 1690 påbörjade Kelsey sin stora upptäcktsresa till prärien. Huvudsyftet var att förmå prärieindianerna att bege sig till Hudson Bay och börja handla med Hudson Bay-kompaniet. Kelsey hade därför med sig några prover på de varor som fanns till salu vid York Factory. Bland dessa fanns två engelska musköter, krut, kulor, tobak, en mässingskittel, handelspärlor, handyxor, en filt och en galonerad rock. Året därpå sändes ytterligare varuprover av samma art efter Kelsey. Denne hade även till uppdrag att söka efter gruvor mineraler och andra värdefulla tillgångar, som medicinalväxter. Han skulle även försöka medla fred mellan olika indianska grupper, eftersom Hudson Bay-kompaniet ansåg att krigen var ett hinder i vägen för handeln.
Kelsey genomförde hela sin upptäcktsfärd genom att resa tillsammans med olika indiangrupper som hittade i de områden han ville besöka. Från York Factory färdades han tillsammans med creeer. Under färden kom han i kontakt med olika grupper av assiniboiner och färdades även i deras sällskap. Senare träffade han Naywatame vilket kan ha varit siouxer eller Gros Ventre.  Prärieindianerna på den norra prärien hade då i mycket begränsad utsträckning fått tillgång till musköter genom creernas mellanhandel med Hudson Bay-kompaniet, men hästar var fortfarande en okänd företeelse och de enda transportdjur Kelsey såg på prärien var hundar. Kelsey var den förste engelsman som såg den norra prärien. Han var den första att beskriva grizzlybjörnen och den förste att beskriva en buffeljakt som genomfördes till fots av människor som inte hade tillgång till hästar.

## Återanställning
Kelsey återvände till England på hösten 1693. Våren 1694 tog han åter anställning vid Hudson Bay-kompaniet och återvände till York Factory. På hösten samma år dök en fransk sjöstyrka under befäl av Pierre Le Moyne d’Iberville upp och tog faktoriet efter en kort tids belägring. Vad som sedan hände är oklart, men mycket talar för att Hudson Bay-kompaniets anställda fick klara sig bäst de kunde på skogstundran över vintern. I slutet på 1695 var Kelsey och de övriga som överlevt vintern tillbaka i England via Frankrike. På våren 1696 anställdes Kelsey på nytt av kompaniet för en treårsperiod. Han deltog i den brittiska expedition som återtog York Factory samma sommar och förblev sedan kvar vid faktoriet. På hösten 1697 dök fransmännen åter upp under d’Iberville, nu chef på linjeskeppet Le Pélican (44 kanoner),  och besegrade en engelsk sjöstyrka med linjeskeppet Hampshire (56 kanoner) och två armerade handelsskepp, Dering (36 kanoner) och Hudson's Bay (32 kanoner). Som ett resultat av striden kapitulerade faktoriet återigen, de fångna engelsmännen skickades nu direkt till Frankrike och innan årets slut var de tillbaka i hemlandet.

## Fort Albany
York Factory förblev i franska händer till 1714 och den enda handelsstation som förblev i Hudson Bay-kompaniet händer var Fort Albany vid James Bays västra kust. Det var dit Kelsey sändes när han 1698 återigen anställdes av kompaniet för en treårsperiod. 1701 blev Kelsey skeppare på handelsfartyget Knight, som fungerade som bas för de tillfälliga handelsstationer som under vintrarna upprättades vid James Bays östra kust. Kelsey återvände till England 1703 och förblev där tills han återigen tog anställning vid kompaniet på våren 1705. Han var nu faktorichef vid Fort Albany, fast underställd kompaniets lokale guvernör, som också bodde på faktoriet. Kelsey återvände till England först 1712 och förblev i hemlandet till 1714, då han återvände till Hudson Bay, nu till York Factory där han närvarade när faktoriet återlämnades av fransmännen.

## York Factory
I York Factory var Kelsey biträdande faktorichef till 1717 då han blev chef. Året därpå blev han också Hudson Bay-kompaniets lokale guvernör, en befattning som han innehade till 1722. Under denna tid ledde han personligen två expeditioner och skickade ut två andra. Syftet var framförallt att försöka upprätta handel med inuiterna, då handelsstationen Fort Churchill visade bristande lönsamhet. 1722 återvände han till England där han dog två år senare.